# ウキウキ5時らんど
『ウキウキ5時らんど』（ウキウキごじらんど）は、1997年9月29日から1998年3月27日まで東北放送（TBCテレビ）で放送された平日夕方のローカルワイド番組である。

## 出演者

### 総合司会
- 中野文恵（当時：TBCアナウンサー）
- 石黒新平（当時：TBCアナウンサー、その後ニッポン放送や広島ホームテレビのアナウンサーを経て現在はフリーアナウンサー）

## 放送時間
- 1997年9月29日 - 1998年3月27日 月 - 金曜日 16:54 - 18:00 （日本時間、66分）

## 備考
- 本番組終了から7年後の2005年3月28日からは『イブニング・ファイブ』をネット開始させ、後番組『サカスさん』もネットした。

| スタブアイコン | サブスタブ | この項目は、まだ閲覧者の調べものの参照としては役立たない、テレビ番組に関連した書きかけの項目です。この項目を加筆・訂正などしてくださる協力者を求めています（P:テレビ/PJ:放送または配信の番組）。 |